# Еґер Ернест Артурович
Ернест Еґер (1890—1921) — військовик австро-угорської та українських армій. За національністю — німець.

## Життєпис
Народився 1890 р. у Празі. Закінчив політехнічний інститут і старшинську школу у Відні. Під час Першої світової війни був нагороджений хрестом «За військові заслуги» 3-го ступеня. Обер-лейтенант 14-го полку важкої артилерії австро-угорської армії.
Прибув в УГА 21 січня 1919 р. Восени 1919 — командир 3-ї батареї 7-го гарматного полку. Згодом — відповідальний за арсенал штабної сотні. З 1920 р. — в армії УНР, «завідувач зброї 4-ї Київської дивізії».
Ернест Еґер — учасник другого зимового походу Волинської групи армії УНР під командуванням Ю. Тютюнника. Потрапив у полон 16 листопада 1921 року. Розстріляний 22 листопада 1921 року в містечку Базар. Ернест Еґер реабілітований 12 березня 1998 р.